# Leidyula
Leidyula es un género de babosas que habita en el continente americano y que pertenece a la familia Veronicellidae. Uno de sus ejemplares son las babosas de Florida (Leidyula floridana).

## Características
Suelen medir entre 5 y 10 cm de longitud.

## Recomendaciones
La leidyula pueden ser vectores del Angiostrongylus costaricensis, un parásito extremadamente peligroso que ocasiona meningitis. Se recomienda desinfectar las manos al manipular el molusco y desinfectar con precaución si se llevan a cabo cultivos para prevenir que esta babosa los destruya.

## Alimentación
Los principales alimentos en la dieta de las Leidyula son la espinaca, la lechuga, el pasto, el aguacate y el apio.

## Especies
1. Leidyula floridana
2. Leidyula moreleti
3. Leidyula sloani
4. Leidyula kraussi